# Doryctoproctus africanus
Doryctoproctus africanus är en stekelart som beskrevs av Sergey A. Belokobylskij 2004. Doryctoproctus africanus ingår i släktet Doryctoproctus och familjen bracksteklar. Inga underarter finns listade i Catalogue of Life.